# Jean-Patrick Manchette
Jean-Patrick Manchette (* 19. Dezember 1942 in Marseille; † 3. Juni 1995 in Paris) war ein französischer Schriftsteller und Journalist, der insbesondere als Krimiautor und Kritiker von Kriminalromanen bekannt ist.

## Leben und Werk
Jean-Patrick Manchette war Autor 'klassischer' Kriminalromane und Roman noirs, aber auch ein Literatur- und Filmkritiker, der den neuen französischen Kriminalroman der 1970er-Jahre bekannt machte. Außerdem schrieb er Dialoge und Drehbücher für das Film und Fernsehen und arbeitete als Übersetzer. Er galt als wichtiger Vertreter des néo-polar, einer Variante des Roman noir, stand aber auch in einer direkten Traditionslinie mit den großen Meistern der amerikanischen Hardboiled-Detective-Krimis (Hammett und Chandler).
Schon früh war er politisch aktiv, vor allem als Gegner des Algerienkriegs, dann in der linksextremen Szene und in der Bewegung der Situationistischen Internationale. Er war außerdem ein großer Jazz-Liebhaber.
Seinen Einstand in der Série noire, einer auf den Roman noir spezialisierten Buchreihe bei Gallimard, gab er 1971 mit Laissez bronzer les cadavres (gemeinsam mit Jean-Pierre Bastid) sowie mit L'Affaire N'Gustro, dem neun weitere Romane folgten. Er übersetzte außerdem Werke von Robert Littell, Robert Bloch, John Buell, Ross Thomas und Donald E. Westlake und war Literaturkritiker bei den Zeitschriften Charlie Hebdo, Polar und Libération. Der 2015 veröffentlichte Film The Gunman basiert auf einem seiner Romane.
Manchette schrieb außerdem seit den 1960er-Jahren zahlreiche Drehbücher für Fernsehserien und Kinofilme.
Er erkrankte an einer schweren Agoraphobie und verbrachte die überwiegende Zeit seines restlichen Lebens in seinem Haus. Er starb am 3. Juni 1995 an Lungenkrebs.
Sein Sohn Doug Headline ist Filmkritiker und Regisseur. Er schrieb 2018 zusammen mit Max Cabanes das Szenario für den Comic Nada, welcher eine Adaption des gleichnamigen Romans seines Vaters ist.

## Zitat
„Le bon roman noir est un roman social, un roman de critique sociale, qui prend pour anecdote des histoires de crimes.“ (Jean-Patrick Manchette, 1993)
„Ein guter Roman noir ist ein Sozialroman, ein sozialkritischer Roman, der die Geschichte eines Verbrechens als vordergründige Handlung nimmt.“ (Jean-Patrick Manchette, 1993)

## Werke

### Romane
Einzelausgaben
- 1971 Laissez bronzer les cadavres! (zusammen mit Jean-Pierre Bastid)
  - Laßt die Kadaver bräunen!, dt. von Katarina Grän und Ronald Voullié; Distel, Heilbronn 2007. ISBN 978-3-923208-83-8
- 1971 L’Affaire N’Gustro
  - Rette deine Haut, Killer – die Affäre N'Gustro, dt. von Rudolf Brenner; Bastei-Lübbe, Bergisch Gladbach 1990. ISBN 3-404-19145-5
  - Die Affäre N'Gustro, dt. von Stefan Linster; Distel, Heilbronn 2004. ISBN 3-923208-64-2
- 1972 Ô dingos, ô châteaux! (Neuausgabe 1975 als Folle à tuer)
  - Der Killer im Labyrinth, dt. von Rudolf Brenner, Bastei-Lübbe, Bergisch Gladbach 1991. ISBN 3-404-19157-9
  - Neuübersetzung: Tödliche Luftschlösser, dt. von Stefan Linster, Distel, Heilbronn 2002. ISBN 3-923208-63-4
- 1972 Nada
  - Nada, dt. von Cornelia Langendorf, Matthes & Seitz, München 1986. ISBN 3-88221-365-5
  - Neuübersetzung: Nada, dt. von Stefan Linster; Distel, Heilbronn 2002. ISBN 3-923208-55-3
- 1972 L’Homme au boulet rouge (zusammen mit Barth Jules Sussman)
  - Der Mann mit der roten Kugel, dt. von Katarina Grän; Distel, Heilbronn 2011. ISBN 978-3-923208-88-3
- 1973 Morgue pleine (Neuausgabe 1984 als Polar)
  - Sieben Stufen zum Himmel, dt. von Almuth Lindner-Popp, Bastei-Lübbe, Bergisch Gladbach 1992. ISBN 3-404-19164-1
  - Neuübersetzung: Volles Leichenhaus, dt. von Christina Mansfeld und Stefan Linster; Distel, Heilbronn 2000. ISBN 3-923208-43-X
- 1975 Que d’os!
  - Mit fast heller Haut, dt. von Rudolf Brenner, Bastei-Lübbe, Bergisch Gladbach 1991. ISBN 3-404-19152-8
  - Neuübersetzung: Knüppeldick, dt. von Christina Mansfeld und Stefan Linster; Distel, Heilbronn 2001. ISBN 3-923208-44-8
- 1976 Le Petit bleu de la côte Ouest (Neuausgabe 1980 als Trois hommes à abattre)
  - Killer stellen sich nicht vor, dt. von Wolfgang Proll; Ullstein, Frankfurt am Main, Berlin, Wien 1983. ISBN 3-548-10228-X
  - Neuübersetzung: Westküstenblues, dt. von Stefan Linster; Distel, Heilbronn 2000. ISBN 3-923208-62-6
- 1977 Fatale
  - Herz aus Blei, dt. von Rudolf Brenner, Bastei-Lübbe, Bergisch Gladbach 1993. ISBN 3-404-19180-3
  - Neuübersetzung: Fatal, dt. von Christina Mansfeld; Distel, Heilbronn 2001. ISBN 3-923208-47-2
- 1982 La Position du tireur couché
  - Die Position des schlafenden Killers, dt. von ?, Bastei-Lübbe, Bergisch Gladbach 1989. ISBN 3-404-19137-4
  - Neuübersetzung: Position: Anschlag liegend, dt. von Stefan Linster; Distel, Heilbronn 2003. ISBN 3-923208-65-0
- 1996 La Princesse du sang
  - Blutprinzessin, dt. von Christina Mansfeld; Distel, Heilbronn 2001. ISBN 3-923208-49-9

Werkausgabe
- 2005 Romans noirs. Gallimard, Paris, ISBN 2-07-077439-2 (Gallimard Quarto).

### Comics
- 1978 Griffu, mit Zeichnungen von Tardi
  - Der Schnüffler; Ed. Moderne, Zürich 1992. ISBN 978-3-907010-62-4
- 1979 Mélanie White, mit Zeichnungen von Serge Clerc.
- 2005 Le petit bleu de la côte ouest, Comic-Version des Romans mit Zeichnungen von Tardi
  - Killer stellen sich nicht vor, dt. von Martin Budde; Ed. Moderne, Zürich 2006. ISBN 3-03731-008-1
- 2010 La Position du tireur couché, Comic-Version des Romans mit Zeichnungen von Tardi
  - Im Visier, dt. von Stephan Pörtner; Ed. Moderne, Zürich 2011. ISBN 978-3-03731-085-4